# Record News São Luís
A Record News São Luís, foi uma emissora de televisão brasileira, localizada na cidade de São Luís, no Estado do Maranhão. A emissora de TV era afiliada à Record News e era sintonizada em dois canais em UHFs 23 analógico e 22 digital.
Apesar do nome, a Record News São Luís não era emissora própria da Record News, pois pertencia ao empresário Sérgio Salomão, até então era administrado e arrendado pelo grupo Alegria Produções, era até a extinção, era a mais jovem emissora de TV na região. Antes, a emissora sucedeu nome da TV Tropical, que durante cinco anos da existência, era afiliada à TV Diário.

## História

### 2009: Pré-Record News São Luís

#### Ulbra TV e Programação Local
Na noite do dia 12 de maio de 2009, enquanto a TV Tropical transmitia provisoriamente a Ulbra TV, o diretor do grupo Alegria Produções e locutor da Mais FM, Léo Felipe, anunciou pela primeira vez no programa esportivo A Grande Jogada, que a TV Tropical vai acertar contrato de afiliação com canal de notícia de TV aberta rede Record News para ser nova afiliada, previsto para retransmitir no dia 5 de junho.
Desde final de 2007, a Record News tentava ter o sinal em São Luís e região, depois que a operadora de TV a cabo TV Nordeste não transmitia desde a extinção da Rede Mulher que deu lugar a nova rede de televisão, quando dirigentes da TV Athenas prometiam colocar a Record News no ar pelo canal 39. Porém com passar do tempo, a emissora não resolvia com a Play TV, que voltou a ser Rede 21 em 2008, em deixar ou não a rede pela Record News. Além disso, frequentes quedas de sinais por poucos segundos e imagem muito clara eram entraves da TV Athenas. Os dirigentes desistiram da TV Athenas e aproximaram com a TV Tropical.

#### TV Tropical à Record News São Luís
Em 1º de junho, Léo Felipe anunciou oficialmente na noite, durante a apresentação do programa esportivo A Grande Jogada Debate, que o Canal 23 vai transmitir a Record News no dia 5 de junho e que com isso, a TV Tropical passa a se chamar Record News São Luís.
No dia 4 de junho, a emissora deixou exibir programas locais, apenas clipes do programa Alegria Tropical. Entre clipes exibidos, eram de sucessos atuais e antigos.
Em 5 de junho, era exibido o último programa Alegria Tropical, às 16-18hs, quando Léo Felipe apresentou os clipes e o sorteio de cinco ingressos para a primeira edição do Maranhão Forró Fest para 6 e 7 de junho em São Luís. Às 18 horas, eram exibidos os clipes até o encerramento das transmissões da TV Tropical às 19hs, quando era colocado a marca da Record News São Luís Canal 23, que dura por três horas.

### Record News São Luís

#### Surgimento da Record News São Luís
Em 5 de junho, a Record News São Luís entrou no ar com a rede Record News às 22 horas com programa de entrevistas, o Entrevista Record News, com a entrevista do grupo musical Demônios da Garoa. A cada intervalo do programa de entrevistas, era transmitido a festa ao vivo, diretamente da Churrascaria (Pavan ou Pavaline), onde mostrava os convidados (diretores da Record News em São Paulo e São Luís, empresários e autoridades políticas) presentes no lançamento.
Às 23hs, após o término da Entrevista Record News, era transmitido solenidade realizada na Churrascaria, com os diretores da Record News São Paulo e São Luís, empresários e autoridades políticas (entre eles, Castelo e Alberto), onde ocorre o momento da assinatura da afiliação. Em seguida, após a assinatura de afiliação, a abertura oficial da transmissão foi marcada pelo discurso do presidente da Record News São Paulo, Carlos Geraldo, que relatou estar surpreendido com a estrutura disponibilizada pela retransmissora local, fator crucial para firmar a parceria: “O profissionalismo e a qualidade observadas superam as expectativas e se adéquam ao padrão da Record News.”. Para Geraldo, a recém-criada Record News São Luís surge para levar informação de qualidade, objetiva e sobretudo, democrática. Após discurso de Carlos Geraldo, foi transmitido vídeo mostrando a história da Record News São Paulo e o bloco com a programação da emissora maranhense.
Acompanhado do então secretário municipal de Comunicação (Edwin Jinkings) e do então presidente da Câmara Municipal, Isaías Pereirinha, João Castelo disse que é uma satisfação para São Luís receber um canal de televisão aberto com notícias 24 horas por dia. “A chegada da Record News em São Luís e no Maranhão vai aprimorar a qualidade da produção televisiva do Estado e gerar o crescimento do mercado da Comunicação em nossa capital”, frisou.
Com afiliação da Record News São Luís com a Record News, a cidade deSão Luís se uniu na época aos 329 municípios brasileiros que transmitem a programação da Record News. Já no Maranhão, além de São Luís, passou estar presente em 21 municípios maranhenses.

#### Primeiros meses da Record News São Luís
Nos dias 6 e 7 de junho, era realizado a primeira edição do Maranhão Forró Fest 2009 em São Luís, sob cobertura da Record News São Luís.
Nos dias 11 e 12 de julho, promoveu a segunda edição do Maranhão Forró Fest, com Forró do Muído, Furacão do Forró e o convidado DJ Hopkins, também sob cobertura da Record News São Luís.
Nos dias 7 e 8 de agosto, promoveu a terceira e última edição do Maranhão Forró Fest, também sob cobertura da Record News São Luís.
No início de setembro, a emissora anunciou a contratação do Raimundo Nonato Jairzinho da Silva, mais conhecido como Jairzinho (que estava fora do ar desde 2008, quando tentou concorrer ao cargo de vereador da cidade de São Luís, mas não conseguiu), quando o programa O Povo Com A Palavra deixou a programação da TV Maranhense (afiliada à Rede Bandeirantes), previsto acontecer no final do mês.
No dia 18 de setembro, foi exibido o último programa de cunho social Fala Cidadão (12hs30min-13hs30min), apresentado pelo Osvaldo Maia, que foi contratado pela TV Cidade (afiliada à Rede Record), para apresentar Qual é a Bronca. No lugar do programa, no mesmo horário, voltou O Povo Com A Palavra, com mais de um ano fora do ar, apresentado por Jairzinho.
Em outubro, a emissora protagonizou duas polêmicas em espaço de 24 horas: Em 7 de outubro, 10 minutos depois do programa O Povo Com A Palavra ter iniciado (ao meio-dia e meia), apesar de ter sido anunciado 30 minutos antes desse debate político, estavam no programa, o ex-governador Jackson Lago (que teve mandato cassado por irregularidades nas eleições que o elegeu governador em 2006, aliado às denúncias de corrupção sob gestão de 2007 a 2009), o jornalista Djalma Rodrigues (apresentador de programa na Rádio Capital AM, assessor da Câmara Municipal e integrante da equipe do Tribunal de Justiça) e os prefeitos de Paraíba e Raposa (Maranhão) todos convidados pelo Jairzinho. No entanto, no momento que Lago iria falar, o microfone dele e os convidados pifaram em seguida, que depois do problema, o programa foi tirado do ar e os convidados tiveram que se retirar da emissora, sem mesmo dar explicações aos telespectadores sobre o problema. No dia seguinte, dia 8, o apresentador Jairzinho deu justificativa de que houve uma pane nos transmissores devido ao excesso de telefonemas dos telespectadores e justificou motivo: "Nem eu mesmo entendi." e que o problema só foi solucionado só no final do dia e que vai trazer Lago novamente. No entanto, surge suspeitas de que a emissora tenha falseado esse problema para não mostrar ex-governador (Ver Controvérsias).
No dia 8 de novembro, a emissora iniciou a exibição das chamadas, com apresentadores locais e nacionais que a emissora vai passar a ser exibido pela TV a cabo TV Nordeste (TVN), através no canal 8, no final de novembro, apenas informando que a emissora pode ser sintonizado pela TVN "com a melhor qualidade de imagem". No dia 29 de novembro, depois de três semanas, a emissora entra no ar na TVN, até então o canal 8 era inutilizado desde que a operadora de TV por assinatura que entrou no ar em 2000.

### 2010
Em janeiro de 2010, o programa esportivo A Grande Jogada, único programa local da época da TV Tropical, muda de nome para Record News Esporte Local, versão local do programa da rede do Record News Esporte. Com isso, desaparecem vestígios da programação da época em que a TV Tropical era afiliada à TV Diário. Com isso, A Grande Jogada Debate, exibido todas as segundas deixa de ser exibido.
Nas madrugadas de 15 e 16 de fevereiro, a emissora transmite o Carnaval de São Luís, direto do Passarela do Samba. No dia 17, transmitiu a apuração que levou a Favela do Samba a ganhar o desfile.
Em abril, o Programa Edvaldo Holanda é exibido pela última vez, pois Edvaldo Holanda se candidatou à reeleição na Câmara Estadual do Maranhão em outubro pelo Partido Social Cristão (PSC). Porém, apesar de receber votos que lhe garantia a própria reeleição, o partido político dele não alcançou o quociente eleitoral no Maranhão e no Brasil.
Em junho, estreou o Programa Melhor Idade, programa semanal exibido aos sábados das 8 até 9 horas.
Em novembro, uma semana depois que a Record News mudou o visual dos programas e da logomarca, a emissora faz o mesmo, apenas na própria logomarca, lançada na época da afiliação da rede em junho de 2009.

#### Fim do arrendamento da Alegria Produções com Record News São Luís
Em dezembro, Léo Felipe, responsável pelo Maranhão Forró Fest e presidente do grupo Alegria Produções, desiste do arrendamento da Record News São Luís, que vinha desde a época em que a TV Tropical era afiliada à TV Diário. No entanto, a imprensa afirma que o fim do comando do Léo Felipe nos negócios na emissora acabou conturbado.
Na época em que foi realizado, a emissora iria ser vendida para o empresário Roberto Albuquerque, mas o também empresário e dono da emissora, Sérgio Salomão, preferiu fazer negócio com Léo Felipe.
No entanto, nos últimos meses de 2010, começou briga entre sócios do grupo Alegria Produções, incluindo próprio Felipe, sobre administração da empresa, o que levou Felipe dar fim do arrendamento nos últimos dias de 2010.
Com isso, todos os comerciais da Alegria Produções exibidos desde a época da TV Tropical deixaram ser veiculados.

#### Compra da Record News São Luís
Em 31 de dezembro, o jornalista e blogueiro Décio Sá anunciou que a Record News São Luís foi comprada pelo empresário Roberto Albuquerque, presidente do grupo maranhense Dalcar. Até o anúncio da compra, a emissora pertencia outro empresário Sérgio Salomão desde 2003, quando era TV Tropical e afiliada à Rede Diário, que alguns anos depois, Albuquerque já havia tentando fechar negócio com a emissora, antes ser arrendada pela Alegria Produções. O valor do negócio não foi revelado, mas estima-se que a compra foi acima de R$ 5 milhões, por ter incluído o prédio, equipamentos, a torre da televisão localizada no bairro Renascença.
O grupo comandado e presidido pelo empresário Roberto Albuquerque, é dono das concessionárias de veículos leves da Chevrolet (Dalcar) e da General Motors (Cauê) que na qual lidera as compras de carros em São Luís e a fábrica de colchões Dalban. Todas as empresas englobadas são chamadas de Grupo Dalcar estão sediadas em São Luís.
Roberto Albuquerque disse mais tarde que só comenta a compra após a regularização da documentação. Antes da compra da emissora, Albuquerque comprou terreno ao lado da emissora para as futuras expansões, provavelmente novo endereço da emissora. A compra pegou a imprensa maranhense de surpresa, às vésperas do fim do ano.
O grupo afirmou que a prioridade da emissora recém-comprada será a digitalização da emissora até janeiro de 2012, quando todas as emissoras do país deverão estar nesse novo formato.

### 2011: Transição da Record News São Luís e TV Guará
Entre janeiro a junho, ocorreu transição da emissora: anúncio das transmissões digitais, melhoria aos poucos do sinal analógico e a troca acionária da emissora do antigo proprietário ao comprador da emissora: Somente entre janeiro a fevereiro, o novo proprietário da emissora cuida apenas da organização administrativa e financeira da Tropical, prometendo já em março trazer a cúpula da Record para apresentação do seu projeto, quando deverá também definir a grade de programas locais, todos eles devendo primar por uma linha editorial de alta qualidade.
Em 3 de janeiro de 2011, o empresário Roberto Albuquerque assume a presidência e o controle da Record News São Luís, dando assim o primeiro passo ao setor de comunicação no Maranhão, prevendo que a emissora será também detentora de audiência.
Em 23 de janeiro, o suplemento semanal Revista PH, publicado pelo jornal O Estado do Maranhão, divulgou que Roberto Albuquerque se encontrou com a direção da TV Record de São Paulo, onde teve a primeira entrevista e conversou longamente com os bispos que comandam a Rede Record, os quais fizeram questão de mostrar as instalações físicas, os avançados equipamentos técnicos e o funcionamento da televisão. Técnicos da emissora paulista chegaram em São Luís para organizar a programação, cuja reinauguração está marcada para o dia 17 de março.

#### Record News São Luís em sinal digital
No dia 5 de junho, coincidindo os dois anos da Record News São Luís, passa a transmitir o sinal digital para toda a Região Metropolitana de São Luís, através do Canal 22, cumprindo a promessa do Grupo Dalcar em estabelecer a transmissão do sinal digital antes mesmo chegar o ano de 2012. A transmissão ocorre através do canal físico 22 e no canal virtual 23.1. A transmissão foi feita com baixo nível de sinal e com qualidade de "analógico digitalizado", em 4:3 SD. Com isso, se torna a terceira emissora de TV em São Luís a transmitir o sinal digital (antes foram as TVs Mirante e Cidade). Um fato curioso é que a emissora exibe o nome "TV GUARÁ HD", muito embora o nome oficial seja Record News São Luís.

#### Fim da Record News São Luís
No dia 21 de Junho de 2011, numa terça-feira, a Record News São Luís passou a se chamar de TV Guará, com novas vinhetas.
No mesmo dia, à noite, a festa de lançamento da emissora foi no Espaço Renascença, em São Luís, onde participaram vários empresários, políticos (especialmente a cúpula da Assembleia Legislativa), jornalistas, profissionais da mídia e vários outros convidados. Foi apresentada no evento toda a nova programação local da TV Guará.

## Controvérsias

### Falha suspeita nos microfones em O Povo Com a Palavra em 2009
Em outubro, a emissora protagonizou duas polêmicas em espaço de 24 horas, por conta da falha suspeita nos microfones poucos antes da entrevista com o ex-governador Jackson Lago, que teve mandato cassado por irregularidades nas eleições que o elegeu governador em 2006, aliado às denúncias de corrupção sob gestão de 2007 a 2009.
Em 7 de outubro, 10 minutos depois do programa O Povo Com A Palavra ter iniciado (ao meio-dia e meia), apesar de ter sido anunciado 30 minutos antes desse debate político, estavam no programa, o ex-governador Lago, o jornalista Djalma Rodrigues (apresentador de programa na Rádio Capital AM, assessor da Câmara Municipal e integrante da equipe do Tribunal de Justiça) e os prefeitos de Paraíba e Raposa (Maranhão) todos convidados pelo Jairzinho.
No entanto, no momento que Lago iria falar, o microfone dele e os convidados pifaram em seguida, que depois do problema, o programa foi tirado do ar e os convidados tiveram que se retirar da emissora, sem mesmo a emissora dar explicações aos telespectadores sobre o problema.
No dia seguinte, dia 8, o apresentador Jairzinho deu justificativa de que houve uma pane nos transmissores devido ao excesso de telefonemas dos telespectadores e justificou motivo: "Nem eu mesmo entendi." e que o problema só foi solucionado só no final do dia e que vai trazer Lago novamente.
No entanto, os blogueiros e jornalistas, Arquiles Emir e Raimundo Garrone, acusaram a emissora e o apresentador de terem falseado e armamam esse problema para não mostrar ex-governador falando sobre a perda do mandado e outros assuntos, já que tecnicamente microfone e telefone não têm nenhuma relação alguma e pelo fato da emissora, quando na época chamava de TV Tropical, chegou a ser uma das suas principais aliadas, bem como o Grupo Alegria (controladora da Mais FM), na época era arrendatária.

### Fim do arrendamento da Alegria Produções com Record News São Luís em 2010
Em dezembro de 2010, Léo Felipe, presidente do grupo Alegria Produções, responsável pelo Maranhão Forró Fest, desiste do arrendamento da Record News São Luís, que era da época em que a TV Tropical era afiliada à TV Diário. Segundo a imprensa, o fim do comando do Léo Felipe nos negócios na emissora deveu-se da briga entre sócios do grupo Alegria Produções, incluindo próprio Felipe. Com isso, todos os comerciais da Alegria Produções exibidos desde a época da TV Tropical deixaram ser veiculados.